# Talış (Şəmkir)
Talış è un comune dell'Azerbaigian situato nel distretto di Şəmkir.